# Auto Motor und Sport
Auto motor und sport é uma das principais revistas automobilísticas alemãs. É publicado quinzenalmente pela subsidiária da Motor Presse Netzwerk, a Motor Presse Stuttgart, uma editora especializada em revistas que é 59,9% de propriedade da editora Gruner + Jahr.